# Union Point
Union Point är en ort i Greene County i Georgia. Vid 2020 års folkräkning hade Union Point 1 597 invånare.